# Sistem HANS
Varnostni sistem HANS (podporna naprava za glavo in vrat), poznan tudi kot naslon za glavo, je obvezen varnostni element v številnih športnih dirkalnih avtomobilih. V primeru nesreče zmanjšuje verjetnost poškodb glave ali vratu; npr. bazilarni zlom lobanje.

## Opis
Sistem HANS je narejen predvsem iz ogljikovih vlaken. Oblikovan je v obliki črke U, vendar ima na hrbtni strani dve veji, ki ležijo plosko ob vrhu prsi nad prsnimi mišicami. Sistem HANS podpirajo ramena, pritrjen je samo na čelado in ne na pasove, voznika ali sedež; čelada je pritrjena na sistem s pomočjo dveh sider na vsaki strani, podobno kot sistem Hutchens, vendar je postavljen nekoliko bolj nazaj. Pravilno nameščeni 5 do 6 - točkovni dirkalni varnostni pasovi prečkajo voznikov zgornji del telesa neposredno mimo sistema HANS na voznikovih ramenih in se zvijejo v središču voznikovega trebuha. Zato je sistem HANS zavarovan s telesom voznika, ne sedeža.
Namen sistema HANS je, da se glava ne premika naprej in nazaj v nesreči brez, da bi omejevala gibanje vratu. V kakršnikoli nesreči je telo osebe, ki ni zaščiteno, upočasnjeno z varnostnim pasom, z glavo pa vzdržuje hitrost, dokler ni upočasnjena z vratom. Sistem HANS ohranja relativni položaj glave na telesu, v dodatku s prenosom energije na veliko močnejša prsa, trup, ramena, pasove in sedeža, kot je glava upočasnjena.

## Zgodovina
Napravo je v začetku leta
1980 izdelal dr Robert Hubbard, profesor na Michiganski fakulteti za
biomehaniko. Sistem je bil izdelan potem, ko je preminil Patrick Jacquemart, ki
je imel hudo nesrečo z dirkalnikom tipa Renault Le Car. Nesreča se je zgodila
na testiranju IMSA serije.  Utrpel je
hude poškodbe glave kar je botrovalo pogovoru in sodelovanju med Hubbardom in
Jimom Downingom, ki je bil tudi dirkač. V tem pogovoru sta prišla do sklepa, da
je v dirkaškem svetu nujno potreben napredek pri zaščiti glave in predvsem
vratu. Največ nesreč s smrtnim izidom v profesionalnem dirkanju je nastalo prav
zaradi prevelike nevarnosti sunkov v zgornjem delu telesa. Kot vemo, dirkači
doživljajo pri velikih hitrostih velike, tako imenovane sile G, ki dosežejo
tudi številko 5.

## Zakaj je sistem HANS potreben
Ko se je dirkalo brez te naprave je bil problem predvsem v silah pri katerih je
zaradi varnostnega pasu telo ostalo nepremično, glavo pa je sunkovito
premaknilo naprej pri čemer je prišlo do bazilarnega zloma lobanje in
posledično takojšnjo smrt.

## Lista znanih dirkačev, ki so preminuli zaradi poškodb vratu
Leta
1994 se je odvijal morda najbolj črn dirkaški konec tedna v zgodovini
motošporta. Dogodek je potekal na dirkališču v Imoli. Zgodilo se je kar nekaj
hudih nesreč, ki so se za nekatere udeležence končale srečno za nekatere pa
nažalost ne. Tu bi izpostavil dva zgodovinsko znana dirkača formule 1 Rolanda
Ratzenbergerja in Ayrtona Senno.
Nekaj nesreč s tovorstnim izidom se je dogodilo tudi v preostalih svetovno
znanih serijah kot sta denimo Ameriški Indy 500, CART, SCCA in Nascar. Imena
ponesrečencev so Scott Brayton, Bill Vukovich in Tony Bettenhausen. Vsi ti so
tekmovali v že prej omenjeni seriji Indy 500. Vozniki Adam Petty, Tony Roper,
Kenny Irwin Jr, Grant Adcox, Dale Earnhardt, Clifford Allison in Neil Bonnett
so bili nesrečneži v zelo znani seriji Nascar. V SCCA so žalovali za Jimom
Fitzgeraldom, medtem ko sta v seriji CART preminula Jovy Marcelo in Gonzalo
Rodriguez.
Kot smo že omenili v zgornjem delu članka je smrt v takšnih primeri običajno takojšnja, vendar pa obstajajo tudi primeri v katerih so nekateri vozniki preživeli takšne poškodbe glave. V primerih Ernija Irvana in voznika Formule 1 Philippa Streiffa pa je zgodba nekoliko srečnejša saj sta tovrstn zlom lobanje preživela.
Dr. Hubbard je imel bogate izkušnje kot biomehanski inženir za teste avtomobilskih nesreč, vključno z varnostnim avtomobilom pri programu General Motors. Njegov prvi prototip je bil razvit leta 1985. Testi s tako imenovanimi crash lutkami, ki jih pri testih posedemo v avtomobil, so pokazali neverjetno učinkovitost HANS sistema, saj se je sama energija in moč le te zmanjšala za celih 80% njenega učinka. To je botrovalo k nadaljnemu razvoju, ki je dandanes odlično izpopolnjen.